# Lycaste lucianiana
Lycaste lucianiana là một loài thực vật có hoa trong họ Lan. Loài này được Van Imschoot & Cogn. mô tả khoa học đầu tiên năm 1883.